# 扎皮翁宫

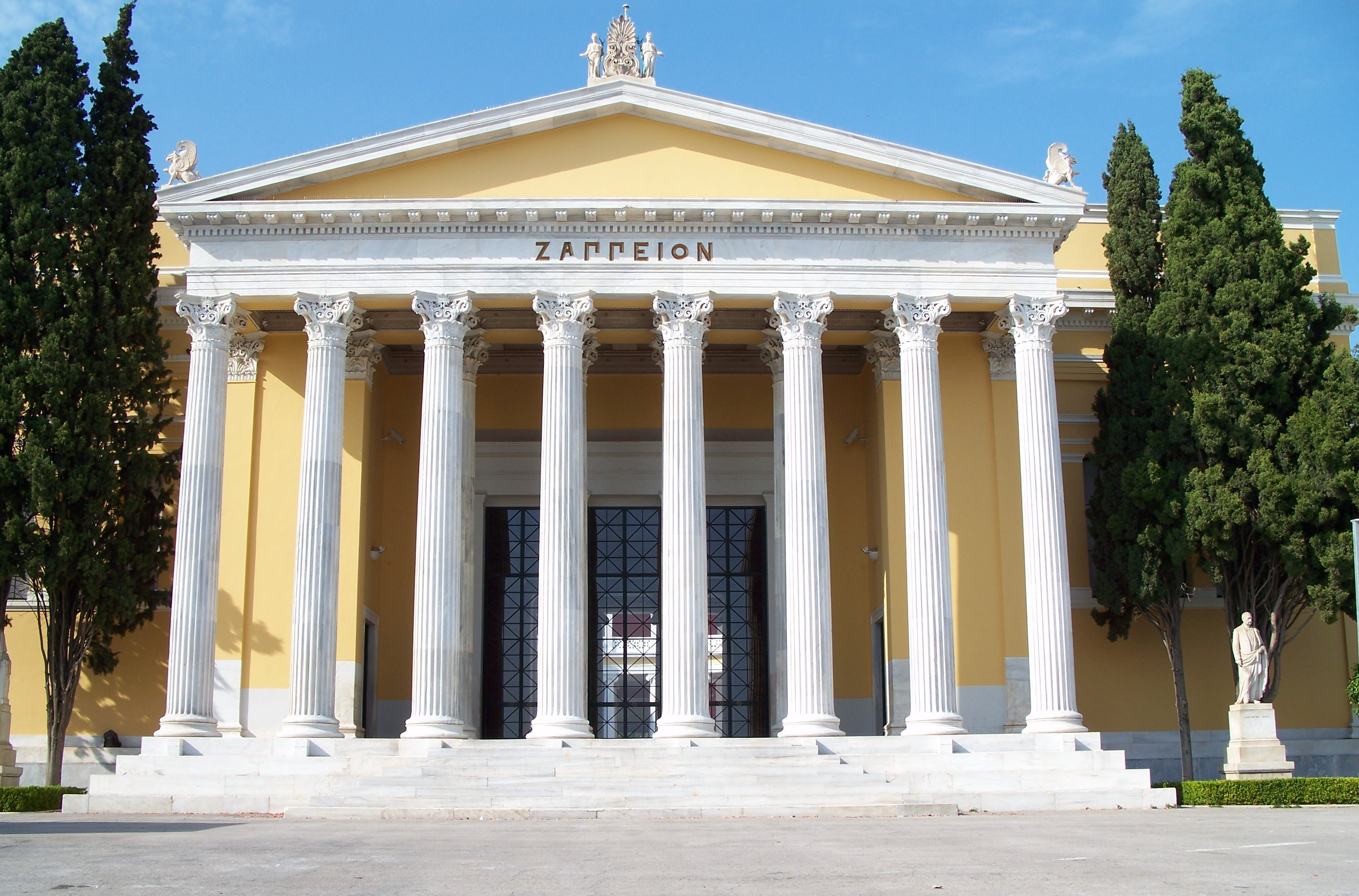
扎皮翁宫

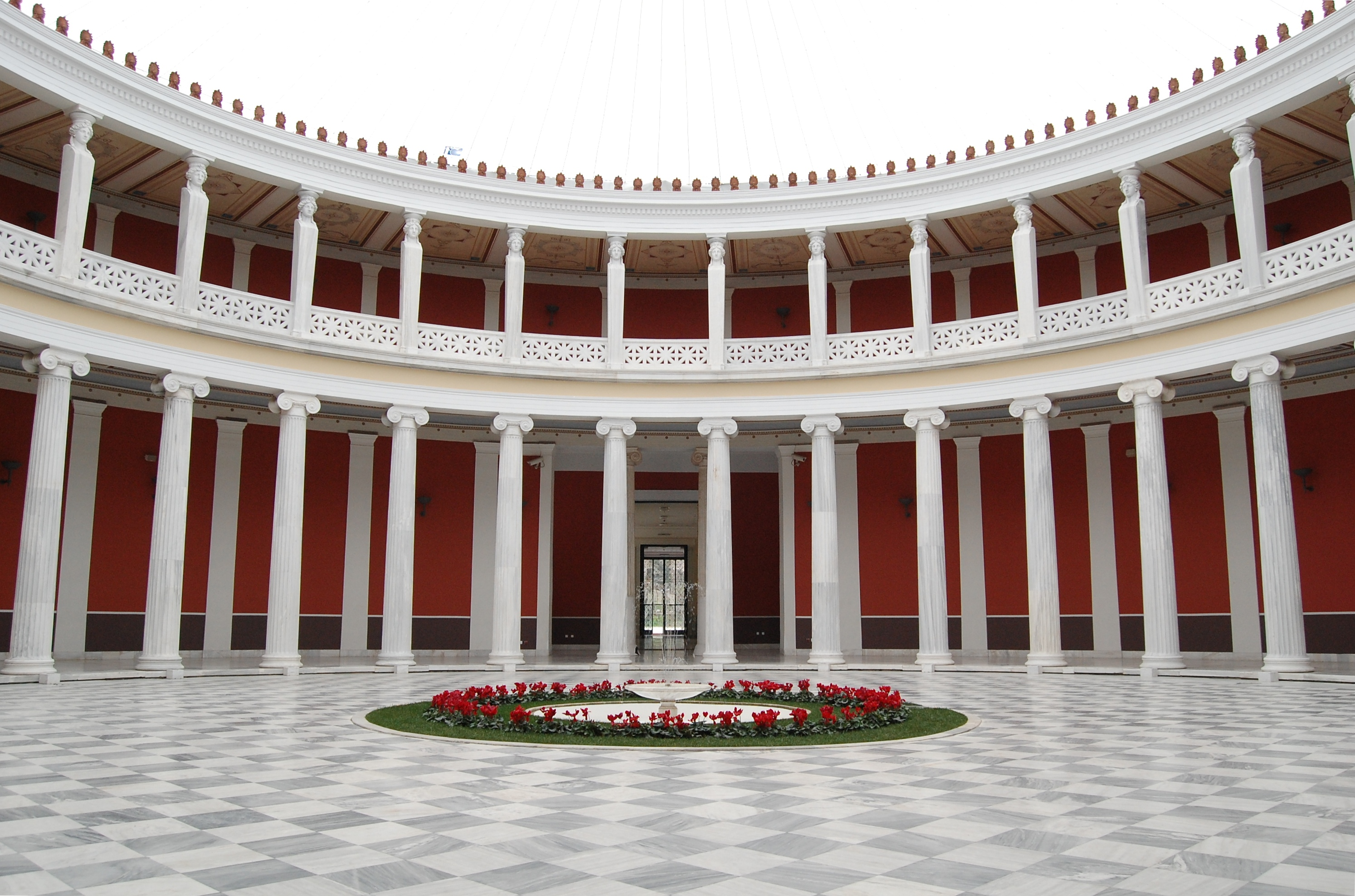
会议中心

扎皮翁宫（Zappeion）是希腊首都雅典的一座建筑，位于市中心的雅典国家花园内，用于官方和私人的会议和仪式。其名称得名于其赞助人，居住在罗马尼亚的希腊富豪、慈善家（Evangelos Zappas）和他的堂弟（Konstantinos Zappas）。

## 兴建
埃万杰洛斯·扎帕斯热衷于希腊的复兴，决心通过自己的能力和资源，在希腊复兴奥林匹克运动会的古老传统。在1856年，他通过外交渠道向希腊国王奥托一世致信，为奥林匹克运动会提供资助，并为获胜者提供现金奖励。由于一些政治家持反对意见，几个月后希腊政府仍未给予正式答复。但是，扎帕斯的建议通过新闻媒介向公众广泛宣传，并举行了一系列相关的活动。奥托一世同意由埃万杰洛斯·扎帕斯全资赞助，组织四年一次的田径竞赛。由扎帕斯向希腊政府提供必需的资金，设立奥林匹克信托基金。1859年11月15日，在雅典市中心的广场上，举办了第一届奥林匹克运动会，又称为。比赛项目类似于古代奥运会，包括跑步、铁饼、标枪、摔跤、跳跃和爬竿。
埃万杰洛斯·扎帕斯在1865年去世时，留下了一笔巨额财富，指定用于在雅典兴建永久性体育设施（恢复帕那辛纳克体育场），用于举办未来的奥林匹克运动会。此外，他还指定兴建以他的姓氏命名的扎皮翁宫，作为展览和会议中心。在经过希腊政府与扎帕斯的亲属之间的一场诉讼之后，最后确定由埃万杰洛斯·扎帕斯的堂弟来负责执行这项遗愿。
1869年，希腊议会通过将皇宫花园与古代奥林匹亚宙斯神庙之间的80,000平方米土地，用于兴建奥林匹克运动会工程，因此扎皮翁宫是第一座专门为现代奥运会兴建的建筑物。古老的帕那辛纳克体育场也被翻新，作为奥运会工程的一部分。
1874年1月20日，这座希腊复兴式风格的新建筑举行奠基仪式，由丹麦建筑师特奧菲爾·翰森设计。同样由汉森设计的奥地利国会大厦，外观为同一风格。
扎皮翁宫的建设工程曾经数次中断。最终在1888年10月20日，扎皮翁宫举行了开幕典礼。

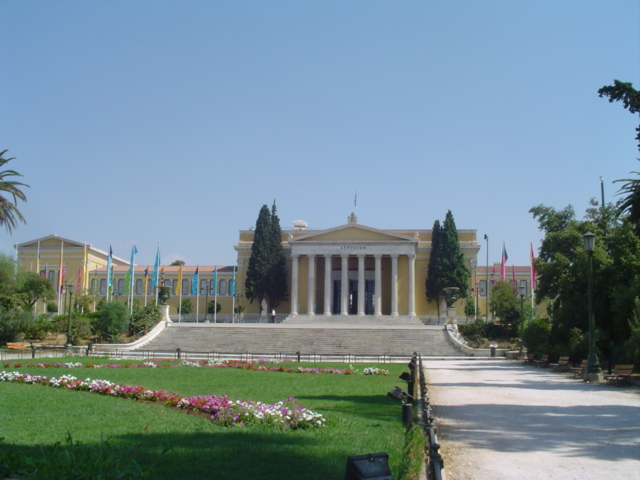
远观扎皮翁宫

## 使用
在1896年夏季奥林匹克运动会期间，扎皮翁宫用作击剑场馆。十年后，在1906年夏季奥林匹克运动会中，它作为奥运村使用。1998年至1999年，它用作2004年奥运会组委会；2004年奥运会期间又用作新闻中心。 
在此曾发生许多历史事件，包括1981年1月希腊签署正式加入欧盟的文件。 
埃万杰洛斯·扎帕斯的头颅就埋在扎皮翁宫外，他的雕像下面。
该建筑包含25个大小在97平方米到984平方米的不同房间。目前，扎皮翁宫用作被用作公共和私人的会议和展览中心。

## 其他
2003年希腊铸造的100欧元金银纪念币，以扎皮翁宫为正面图案，以纪念2004年夏季奥运会。